# Cladochaeta ptyelophila
Cladochaeta ptyelophila är en tvåvingeart som beskrevs av Tsacas 1993. Cladochaeta ptyelophila ingår i släktet Cladochaeta och familjen daggflugor.
Artens utbredningsområde är Ecuador. Inga underarter finns listade i Catalogue of Life.